# Championnat de Colombie de football 1955
Navigation
Saison précédente Saison suivante
La saison 1955 du Championnat de Colombie de football est la huitième édition du championnat de première division professionnelle en Colombie. Les dix meilleures équipes du pays sont regroupées au sein d'une poule unique, où elles s'affrontent trois fois, et non plus deux comme lors des saisons précédentes. À l'issue de la compétition, il n'y a pas ni promotion, ni relégation.
C'est l'Independiente Medellin qui remporte la compétition, après avoir terminé en tête du classement final, avec cinq points d'avance sur le tenant du titre, l'Atlético Nacional et sept sur le Deportes Quindio. C'est le tout premier titre de champion de l'histoire du club.
L'Unión Magdalena et l'Atlético Manizales déclarent forfait pour cette saison tandis que le Cucuta Deportivo participe de nouveau au championnat. Un autre club découvre pour la première fois l'élite, il s'agit du Deportes Tolima.

## Les clubs participants
| - Independiente Santa Fe - Independiente Medellin - CD Los Millonarios - Boca Juniors de Cali - Deportes Tolima | - Atlético Nacional - Deportivo Cali - América de Cali - Cucuta Deportivo - Deportes Quindio |

## Compétition
Le barème utilisé pour établir le classement est le suivant :
- Victoire : 2 points
- Match nul : 1 point
- Défaite : 0 point

### Classement
| Rang | Équipe                 | Pts | J  | G  | N  | P  | Bp | Bc | Diff |
| ---- | ---------------------- | --- | -- | -- | -- | -- | -- | -- | ---- |
| 1    | Independiente Medellín | 44  | 27 | 21 | 2  | 4  | 69 | 24 | +45  |
| 2    | Atlético NacionalT     | 39  | 27 | 16 | 7  | 4  | 63 | 35 | +28  |
| 3    | Deportes Quindío       | 37  | 27 | 15 | 7  | 5  | 66 | 37 | +29  |
| 4    | CD Los Millonarios     | 30  | 27 | 10 | 10 | 7  | 58 | 45 | +13  |
| 5    | Boca Juniors de Cali   | 28  | 27 | 11 | 6  | 10 | 45 | 43 | +2   |
| 6    | América de Cali        | 23  | 27 | 8  | 7  | 12 | 45 | 50 | -5   |
| 7    | Deportes Tolima        | 20  | 27 | 7  | 6  | 14 | 47 | 65 | -18  |
| 8    | Cúcuta Deportivo       | 20  | 27 | 8  | 4  | 15 | 47 | 71 | -24  |
| 9    | Independiente Santa Fe | 18  | 27 | 5  | 8  | 14 | 33 | 58 | -25  |
| 10   | Deportivo Cali         | 11  | 27 | 3  | 5  | 19 | 34 | 79 | -45  |

|  | Champion de Colombie 1955 |
|  | T: Tenant du titre        |

## Bilan de la saison
| Championnat de Colombie de football 1955 |                                    |
| Champion                                 | Independiente Medellin (1er titre) |
| Promotions et relégations                |                                    |
| Promus en Primera A                      | Aucun                              |
| Relégués en Primera B                    | Aucun                              |